# Mila Mar

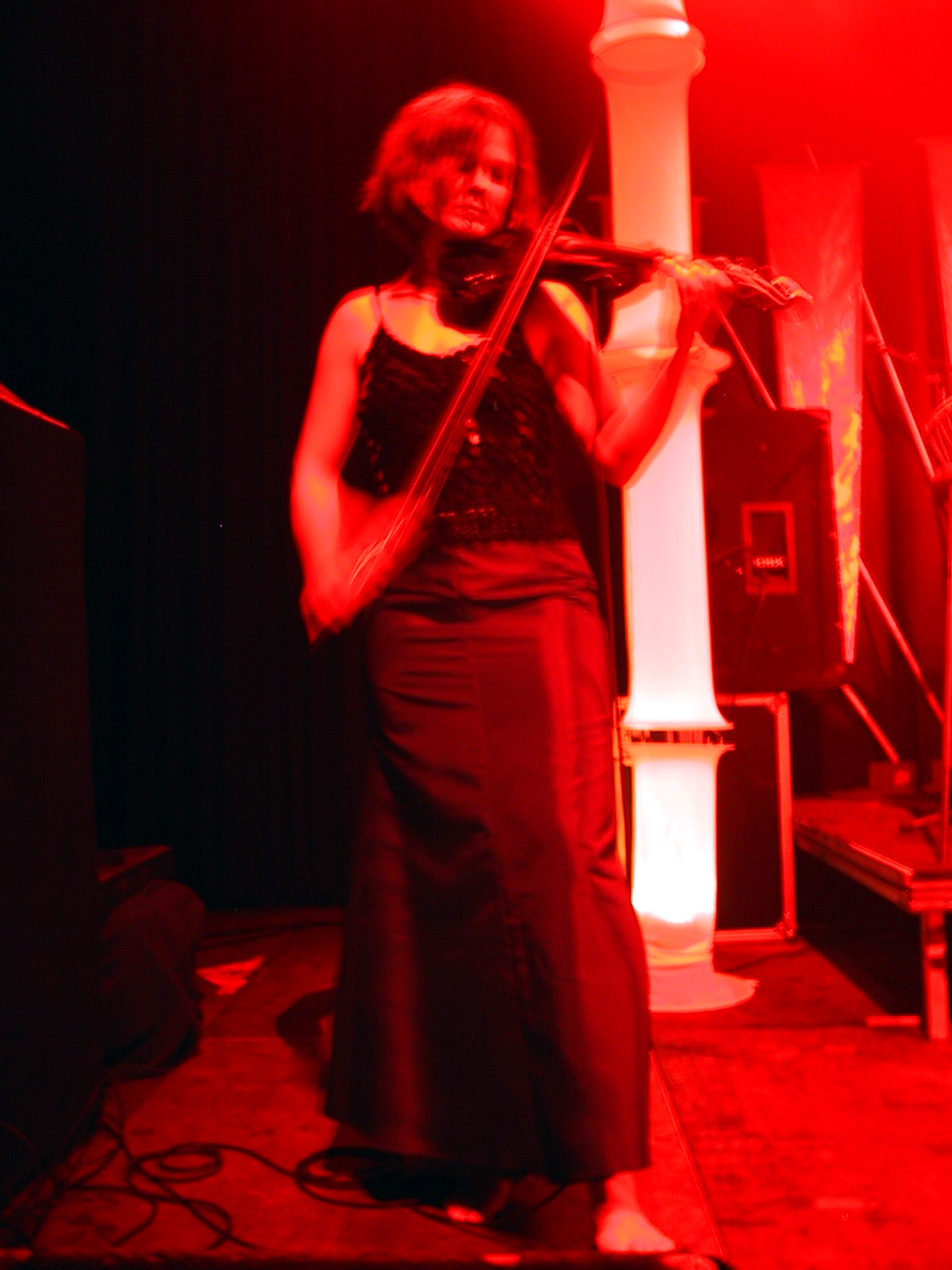
Karin Beischer van MILA MAR

Mila Mar is de naam van een Duitse nu-folkband die tussen eind 1994 en 2006 bestond en inmiddels weer actief is. Het eerste concert vond plaats op der Wiesenmühle in Marth bij Göttingen op 16 maart 1996.
Zangeres Anke Hachfeld startte een nieuw project op onder de naam Milù. De stijl was etherische folk en kan vergeleken worden met de rustige nummers van Moloko.
Op castle fest 2023 gaven ze een optreden
De band stond meerdere malen op M'era Luna en in 2023op Castle Fest in de Keukenhof.
Bij oprichting waren betrokken:
- Anke Hachfeld - Zang
- Maaf Kirchner - Synthesizer, percussie
- Katrin Beischer - Fluit, viool, percussie (tot midden 2002)
- Søan Meyer - Drums, percussie (tot midden 2002)

De live-bezetting van juli 2004 was:
- Anke Hachfeld - Zang
- Maaf Kirchner - Synthesizer, percussie
- B. Deutung (artiestennaam van Tobias Unterberg) - Cello, bass, percussie
- Lars Watermann - Drums, percussie
- Jan Klemm - Viool

## Discografie
- 1997 "Mila Mar"
- 1999 "Nova"
- 2000 "Elfensex"
- 2001 "Maid of Orleans" (Single)
- 2001 "Silver Star" (Single)
- 2003 "Picnic on the Moon"
- 2003 "Sense of Being" (Single)‘
- 2020 Harar